# アレクシン

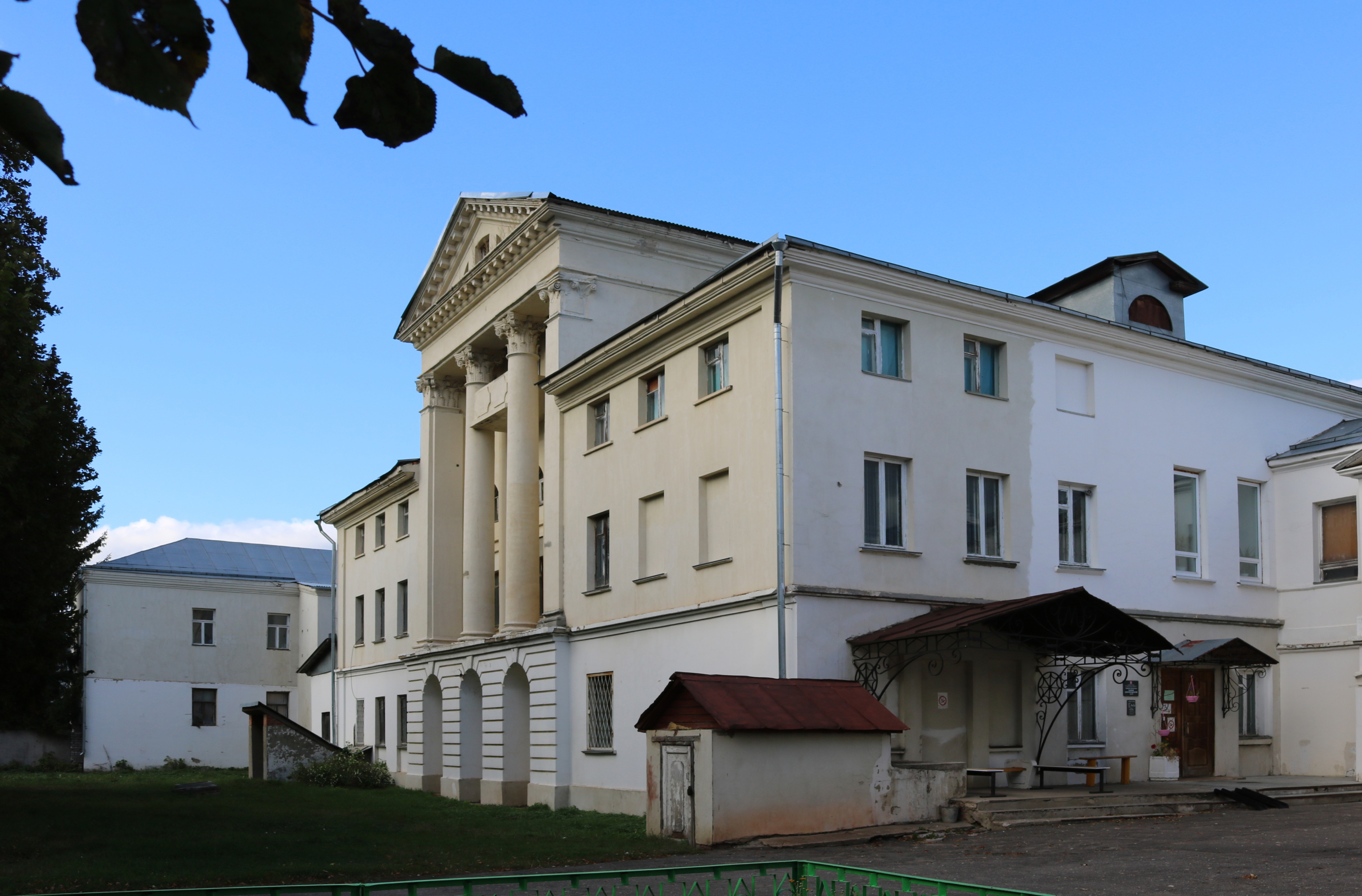

アレクシン（ロシア語: Але́ксин；Aleksin）はロシアのトゥーラ州にある都市。人口は6万0842人（2021年）。モスクワの130km南、州都トゥーラの71km北西に位置する。オカ川に面している。
アレクシンが記録に初出するのは、モスクワ総主教ニーコンの年代記の1348年の条においてである。森に囲まれたアレクシンはモスクワの南方を遊牧民などから守る要塞で、かつオカ川の河港を有する交易都市であった1472年にはジョチ・ウルスの後身であるサライの大オルダのアフマド・ハンが大軍を率いてロシアを攻めた。モスクワ大公国はこの動きを察知できず、7月29日にアレクシンにあった木造のクレムリンが大オルダ軍に包囲された。年代記にはモスクワからの救援のない中、市民が矢尽き刀折れるまで戦った様が描かれている。アフマド・ハンの軍勢は結局アレクシンを落とすことができなかった。
河川を通じた交易が廃れ1650年代には450人ほどしか住民のいなかったアレクシンは、19世紀から20世紀にかけて工業都市として発展した。周囲の森林を生かした製材業や冶金工業の中心地となったほか、19世紀半ばには鉄道も通っている。ソ連時代には軍用の火薬工場なども建設され1970年代にはその生産は最盛期を迎えたが、ソ連崩壊後は軍需は落ち込み、町の経済も低迷している。
最寄りの高速道路はモスクワとベルゴロドを結ぶM2号線。トゥーラとカルーガを結ぶ鉄道の駅もある。

## 姉妹都市
- エラブガ、ロシア
- ジェルジンスキー、ロシア
- en:Veľký Krtíš、スロバキア
- ディミトロフグラード、ロシア
- マロヤロスラヴェツ、ロシア
- en:Susaninsky District、ロシア
- en:Chusovoy、ロシア
- en:Salihorsk、ベラルーシ
- セルプホフ、ロシア
- ティヴァト、モンテネグロ